# Наришкіно (Нижньогородська область)
Наришкіно (рос. Нарышкино) — село в Вознесенському районі Нижньогородської області Російської Федерації.
Населення становить 1096 осіб. Входить до складу муніципального утворення Наришкінська сільрада.

## Історія
Від 2004 року входить до складу муніципального утворення Наришкінська сільрада.

## Населення
| 1999 | 2002  | 2010  |
| ---- | ----- | ----- |
| 1226 | ↘1165 | ↘1096 |